# Gennaro Volpe
Gennaro Volpe (Pozzuoli, 17 febbraio 1981) è un allenatore di calcio ed ex calciatore italiano, di ruolo centrocampista.

## Biografia
È sposato con Alessandra; la coppia ha un figlio, Marco, nato nel 2012.

## Caratteristiche tecniche
Era un centrocampista dinamico, che poteva giocare come mediano, centrocampista di destra e all'occorrenza anche terzino destro.

## Carriera

### Giocatore

#### Gli inizi
Dopo aver militato nelle giovanili dell'Empoli, debutta fra i professionisti a 19 anni nel Prato, giocandovi 25 partite di Serie C2.
Nel 2001 passa all'Ascoli dove rimane per metà stagione in Serie C1; ad inizio 2002 passa al Mantova dove milita per tre stagioni in Serie C2, per una in Serie C1 ed infine in Serie B.
Nel 2006 passa al Cittadella in Serie C1, con il quale alla prima stagione conquista la promozione in Serie B, categoria nella quale da allora gioca titolare con i padovani.

#### Gli anni all'Entella
Rimasto svincolato a luglio 2011 dopo il mancato rinnovo del contratto da parte del Cittadella, due mesi più tardi firma un accordo con l'Entella, formazione di Chiavari all'epoca militante in Lega Pro Seconda Divisione.
L'esordio in campionato è del 4 settembre successivo, quando Volpe subentra in corso di ripresa in occasione della sconfitta esterna per 1-2 contro il Bellaria Igea Marina; il primo gol in campionato è del 4 aprile 2012 nella vittoria interna per 2-1 contro il San Marino.
Termina la stagione con 35 presenze totali e 1 gol.
Il 7 luglio seguente firma il rinnovo del contratto. Viene così scelto come nuovo capitano della squadra biancoceleste con il ripescaggio in Lega Pro Prima Divisione per la stagione 2012-13 durante la quale conquista un altro accesso ai play-off, l'8º in 14 anni di carriera. La squadra di Chiavari viene eliminata in semifinale dal Lecce e Volpe conclude la stagione con 31 presenze totali e 1 gol in campionato.
Il 9 luglio 2013 prolunga per un ulteriore anno il contratto con l'Entella. In questa stagione con 25 presenze complessive contribuisce alla storica promozione in Serie B nell'anno del centenario del club.

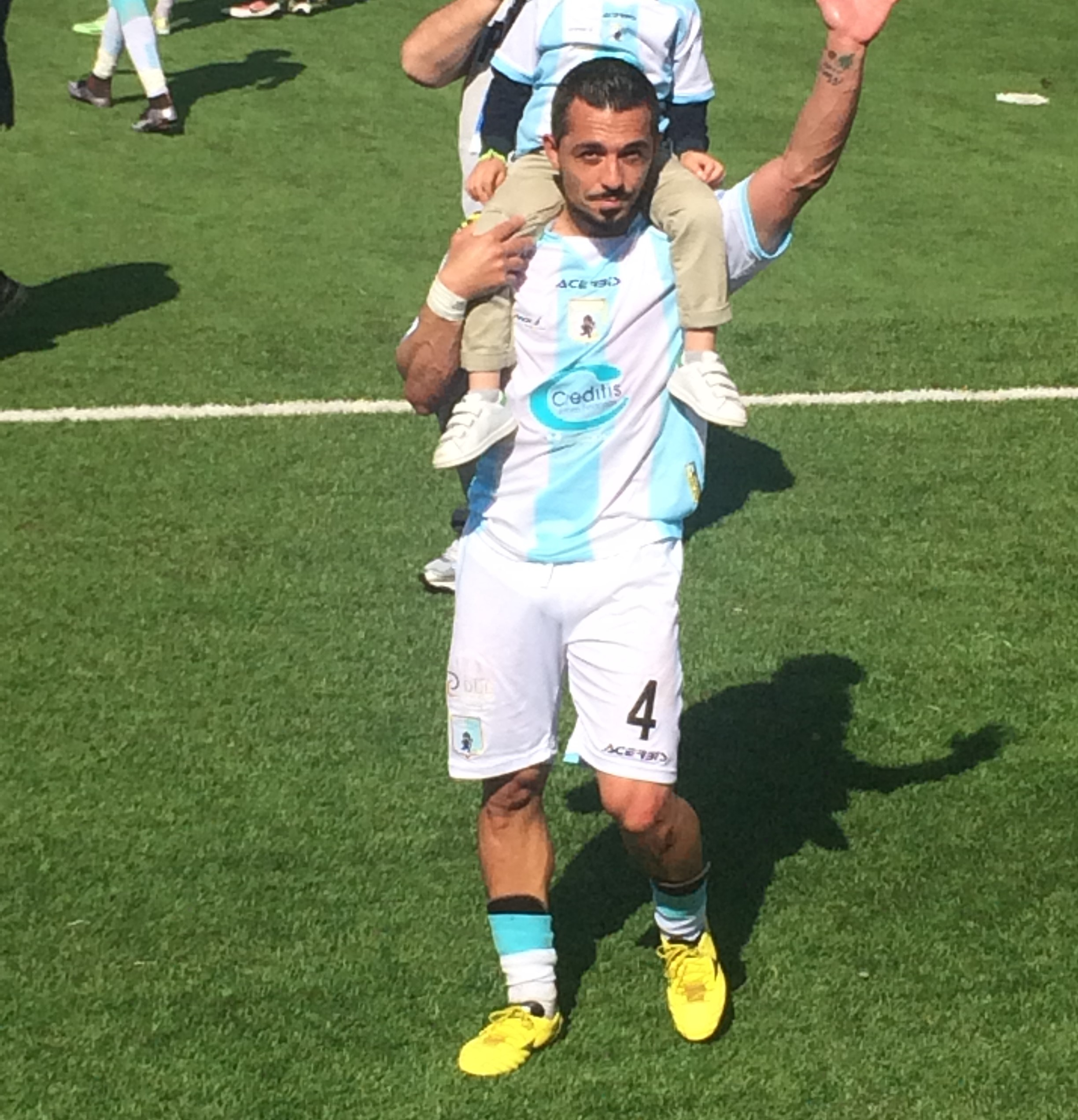
Volpe all'ultima partita giocata con l'Entella

Rimane all'Entella anche per la stagione successiva confermandosi titolare. In occasione di Pro Vercelli-Entella 2-0 del 22 novembre tocca quota 100 presenze complessive con la maglia dell'Entella. Con 34 presenze non riesce ad evitare la retrocessione dell'Entella dopo aver perso i play-out contro il Modena.
Il 10 luglio 2015 rinnova per un altro anno il suo contratto con l'Entella scaduto dieci giorni prima e il 29 agosto la squadra viene riammessa in Serie B in seguito allo scandalo calcioscommesse.

#### Ritiro
Il 12 maggio 2016 annuncia l'addio al calcio giocato al termine della stagione. Due giorni dopo gioca la sua ultima partita al Comunale in occasione di Entella-Avellino 4-0. Complessivamente con la maglia biancoceleste in 5 anni ha totalizzato 140 presenze e 2 gol.
Il 23 maggio seguente la società ligure comunica di aver affidato a Volpe il ruolo di responsabile dell'Academy Entella.

### Allenatore

#### Gli inizi, Virtus Entella
Il 13 giugno 2017 inizia il corso da allenatore professionista categoria UEFA A a Coverciano che abilita ad allenare formazioni giovanili e squadre fino alla Lega Pro e consente di essere allenatore in seconda in Serie A e B. Il giorno dopo viene ufficializzato come nuovo allenatore degli Under-17 dell'Entella. Il 7 settembre seguente supera con esito positivo l'esame di fine corso.
Il 6 maggio 2018 viene promosso alla guida tecnica della prima squadra per le ultime due giornate del campionato di Serie B 2017-2018, a seguito dell'esonero di Alfredo Aglietti, retrocedendo dopo i play-out con l'Ascoli. In estate torna ad allenare l’Under-17 arrivando 7º nel girone A. L’anno seguente si ferma all’11º posto e il 29 maggio 2020 viene promosso al ruolo di allenatore della Primavera al posto di Gianpaolo Castorina.
Il 12 aprile 2021, con la sua squadra al 3º posto in campionato, viene chiamato a sostituire Vincenzo Vivarini alla guida della prima squadra che, a cinque giornate dal termine del campionato, si trova all'ultimo posto in classifica con 22 punti a dieci lunghezze dalla zona play-out. Dopo il pareggio del 27 aprile per 1-1 contro il Pescara, diretto concorrente per la salvezza, il 1º maggio, perdendo per 1-2 contro il L.R. Vicenza, l’Entella retrocede in Serie C a tre giornate dal termine; seguiranno altre tre sconfitte caratterizzate dall’esordio di diversi giocatori della Primavera, concludendo il campionato all’ultimo posto con 23 punti. Nonostante la retrocessione, il 14 maggio il presidente Antonio Gozzi, nel corso di una conferenza stampa, conferma Volpe come allenatore per la stagione seguente. 

Nella stagione seguente l’Entella arriva quarta nel proprio girone con 65 punti (gli stessi del Pescara ma con una migliore differenza reti), chiudendo la regular season con il record di otto vittorie consecutive in casa, e si qualifica per il secondo turno dei play-off. Dopo aver avuto la meglio sull'Olbia (1-1) e sul Foggia grazie al miglior piazzamento in classifica (sconfitta per 1-0 in Puglia e vittoria per 1-0 a Chiavari), l'Entella viene eliminata dal Palermo (1-2 al Comunale e 2-2 al Barbera) al secondo turno della fase nazionale. 
 A settembre viene ammesso al corso UEFA Pro, il massimo livello di formazione per un allenatore, e a dicembre viene premiato come “miglior allenatore emergente della Serie C” al Festival del Calcio di Salerno. Tra dicembre 2022 e marzo 2023 la squadra di Volpe colleziona 32 punti su 36 frutto di 10 vittorie e 2 pareggi arrivando a tre punti dalla Reggiana capolista dopo lo scontro diretto vinto l’11 marzo (0-1). Tre giorni dopo arriva però una pesante sconfitta contro il Cesena (0-4), terzo in classifica, interrompendo così una striscia di 12 risultati utili consecutivi. Nel frattempo l’Entella termina la sua scalata in Coppa Italia di Serie C in semifinale venendo eliminata dal L.R. Vicenza che poi vincerà la competizione. La Reggiana continua poi a perdere punti e i liguri a recuperarne tanto da arrivare a pari punti e con gli scontri diretti a favore a tre giornate dal termine; tuttavia, con due pareggi contro Lucchese e Recanatese, l’Entella si distanzia di quattro punti dopo la penultima giornata finendo terza a pari punti con il Cesena, in vantaggio negli scontri diretti, mentre la Reggiana di conseguenza è matematicamente promossa in Serie B. L’Entella termina la stagione regolare al terzo posto con 79 punti, gli stessi del Cesena, 43 dei quali messi insieme solo nel girone di ritorno, meglio di Napoli (37) e Catanzaro (42). Ai play-off la squadra di Volpe ha la meglio sul Gubbio nel primo turno della fase nazionale in virtù del miglior piazzamento nella classifica regolare (in questa occasione Volpe taglia il traguardo delle 100 panchine da allenatore) ma viene eliminata dal Pescara nel turno successivo. Nonostante la mancata promozione, Volpe viene di nuovo confermato in panchina dal presidente Antonio Gozzi.
Il 17 settembre 2023 viene esonerato dopo aver perso il derby con il Sestri Levante (0-1) e aver messo insieme solo due punti nelle prime tre partite di campionato; al suo posto, dopo un breve interim dell'allenatore della Primavera Massimo Melucci, viene ingaggiato Fabio Gallo.

#### Lecco
Il 29 ottobre 2024 subentra sulla panchina del Lecco, in quel momento undicesimo con 15 punti nel girone A, al posto dell'esonerato Francesco Baldini, firmando un contratto fino al 30 giugno 2025. Il 4 novembre al debutto perde contro il L.R. Vicenza per 1-0. Il 2 febbraio 2025 viene esonerato avendo messo insieme solo 11 punti in 14 partite e con la squadra scivolata al sedicesimo posto.

## Statistiche

### Presenze e reti nei club
| Stagione              | Squadra               | Campionato            | Campionato | Campionato | Coppe nazionali | Coppe nazionali | Coppe nazionali | Coppe continentali | Coppe continentali | Coppe continentali | Altre coppe | Altre coppe | Altre coppe | Totale | Totale |
| Stagione              | Squadra               | Comp                  | Pres       | Reti       | Comp            | Pres            | Reti            | Comp               | Pres               | Reti               | Comp        | Pres        | Reti        | Pres   | Reti   |
| --------------------- | --------------------- | --------------------- | ---------- | ---------- | --------------- | --------------- | --------------- | ------------------ | ------------------ | ------------------ | ----------- | ----------- | ----------- | ------ | ------ |
| 2000-2001             | Prato                 | C2                    | 25+2       | 1          | CI-C            | 10              | 0               | -                  | -                  | -                  | -           | -           | -           | 37     | 1      |
| 2001-gen. 2002        | Ascoli                | C1                    | 5          | 0          | CI+CI-C         | 0               | 0               | -                  | -                  | -                  | -           | -           | -           | 5      | 0      |
| gen.-giu. 2002        | Mantova               | C1                    | 12         | 2          | CI-C            | -               | -               | -                  | -                  | -                  | -           | -           | -           | 12     | 2      |
| 2002-2003             | Mantova               | C2                    | 32+2       | 0          | CI-C            | 0               | 0               | -                  | -                  | -                  | -           | -           | -           | 34     | 0      |
| 2003-2004             | Mantova               | C2                    | 30         | 2          | CI-C            | 5               | 0               | -                  | -                  | -                  | -           | -           | -           | 26     | 5      |
| 2004-2005             | Mantova               | C1                    | 23         | 0          | CI-C            | 3               | 0               | -                  | -                  | -                  | -           | -           | -           | 26     | 0      |
| 2005-2006             | Mantova               | B                     | 10+1       | 0          | CI              | 0               | 0               | -                  | -                  | -                  | -           | -           | -           | 11     | 0      |
| Totale Mantova        | Totale Mantova        | Totale Mantova        | 107+3      | 4          |                 | 8               | 0               |                    | -                  | -                  |             | -           | -           | 118    | 4      |
| 2006-2007             | Cittadella            | C1                    | 30         | 2          | CI+CI-C         | 1+0             | 0               | -                  | -                  | -                  | -           | -           | -           | 31     | 2      |
| 2007-2008             | Cittadella            | C1                    | 30+4       | 0          | CI-C            | 1               | 0               | -                  | -                  | -                  | -           | -           | -           | 35     | 0      |
| 2008-2009             | Cittadella            | B                     | 34         | 0          | CI              | 1               | 0               | -                  | -                  | -                  | -           | -           | -           | 35     | 0      |
| 2009-2010             | Cittadella            | B                     | 36+2       | 1          | CI              | 2               | 0               | -                  | -                  | -                  | -           | -           | -           | 40     | 1      |
| 2010-2011             | Cittadella            | B                     | 30         | 1          | CI              | 1               | 0               | -                  | -                  | -                  | -           | -           | -           | 31     | 1      |
| Totale Cittadella     | Totale Cittadella     | Totale Cittadella     | 160+6      | 4          |                 | 6               | 0               |                    | -                  | -                  |             | -           | -           | 172    | 4      |
| 2011-2012             | Virtus Entella        | 2D                    | 33+2       | 1          | CI-LP           | 0               | 0               | -                  | -                  | -                  | -           | -           | -           | 35     | 1      |
| 2012-2013             | Virtus Entella        | 1D                    | 27+2       | 1          | CI+CI-LP        | 2+0             | 0               | -                  | -                  | -                  | -           | -           | -           | 31     | 1      |
| 2013-2014             | Virtus Entella        | 1D                    | 21         | 0          | CI+CI-LP        | 1+2             | 0               | -                  | -                  | -                  | SL-PD       | 2           | 0           | 26     | 0      |
| 2014-2015             | Virtus Entella        | B                     | 34         | 0          | CI              | 1               | 0               | -                  | -                  | -                  | -           | -           | -           | 35     | 0      |
| 2015-2016             | Virtus Entella        | B                     | 22         | 0          | CI              | 1               | 0               | -                  | -                  | -                  | -           | -           | -           | 23     | 0      |
| Totale Virtus Entella | Totale Virtus Entella | Totale Virtus Entella | 137+4      | 2          |                 | 7               | 0               |                    | -                  | -                  |             | 2           | 0           | 150    | 2      |
| Totale carriera       | Totale carriera       | Totale carriera       | 434+15     | 11         |                 | 31              | 0               |                    | -                  | -                  |             | 2           | 0           | 482    | 11     |

### Statistiche da allenatore
Statistiche aggiornate al 2 febbraio 2025. 
| Stagione              | Squadra               | Campionato            | Campionato | Campionato | Campionato | Campionato | Coppe nazionali | Coppe nazionali | Coppe nazionali | Coppe nazionali | Coppe nazionali | Coppe continentali | Coppe continentali | Coppe continentali | Coppe continentali | Coppe continentali | Altre coppe | Altre coppe | Altre coppe | Altre coppe | Altre coppe | Totale | Totale | Totale | Totale | % Vittorie | Piazzamento       |
| Stagione              | Squadra               | Comp                  | G          | V          | N          | P          | Comp            | G               | V               | N               | P               | Comp               | G                  | V                  | N                  | P                  | Comp        | G           | V           | N           | P           | G      | V      | N      | P      | %          | Piazzamento       |
| --------------------- | --------------------- | --------------------- | ---------- | ---------- | ---------- | ---------- | --------------- | --------------- | --------------- | --------------- | --------------- | ------------------ | ------------------ | ------------------ | ------------------ | ------------------ | ----------- | ----------- | ----------- | ----------- | ----------- | ------ | ------ | ------ | ------ | ---------- | ----------------- |
| mag.-giu. 2018        | Virtus Entella        | B                     | 2+2        | 1          | 0+2        | 1          | CI              | 0               | 0               | 0               | 0               | -                  | -                  | -                  | -                  | -                  | -           | -           | -           | -           | -           | 4      | 1      | 2      | 1      | 25,00      | Sub., 19º (retr.) |
| apr.-giu. 2021        | Virtus Entella        | B                     | 5          | 0          | 1          | 4          | CI              | 0               | 0               | 0               | 0               | -                  | -                  | -                  | -                  | -                  | -           | -           | -           | -           | -           | 5      | 0      | 1      | 4      | &0,00      | Sub., 20º (retr.) |
| 2021-2022             | Virtus Entella        | C                     | 38+5       | 19+1       | 8+2        | 11+2       | CI-C            | 3               | 2               | 0               | 1               | -                  | -                  | -                  | -                  | -                  | -           | -           | -           | -           | -           | 46     | 22     | 10     | 14     | 47,83      | 4º                |
| 2022-2023             | Virtus Entella        | C                     | 38+4       | 23+1       | 10         | 5+3        | CI-C            | 6               | 3               | 2               | 1               | -                  | -                  | -                  | -                  | -                  | -           | -           | -           | -           | -           | 48     | 27     | 12     | 9      | 56,25      | 3º                |
| lug.-set. 2023        | Virtus Entella        | C                     | 3          | 0          | 2          | 1          | CI+CI-C         | 1+0             | 0+0             | 1+0             | 0+0             | -                  | -                  | -                  | -                  | -                  | -           | -           | -           | -           | -           | 4      | 0      | 3      | 1      | &0,00      | Eson.             |
| Totale Virtus Entella | Totale Virtus Entella | Totale Virtus Entella | 97         | 45         | 25         | 27         |                 | 10              | 5               | 3               | 2               |                    | -                  | -                  | -                  | -                  |             | -           | -           | -           | -           | 107    | 50     | 28     | 29     | 46,73      |                   |
| ott. 2024-feb. 2025   | Lecco                 | C                     | 14         | 2          | 5          | 7          | CI-C            | -               | -               | -               | -               | -                  | -                  | -                  | -                  | -                  | -           | -           | -           | -           | -           | 14     | 2      | 5      | 7      | 14,29      | Sub., Eson.       |
| Totale carriera       | Totale carriera       | Totale carriera       | 111        | 47         | 30         | 34         |                 | 10              | 5               | 3               | 2               |                    | -                  | -                  | -                  | -                  |             | -           | -           | -           | -           | 121    | 52     | 33     | 36     | 42,98      |                   |

## Palmarès

### Giocatore

#### Club

##### Competizioni nazionali
- Serie C2: 1

Mantova: 2003-2004
- Coppa Italia Serie C: 1

Prato: 2000-2001
- Lega Pro Prima Divisione: 1

Virtus Entella: 2013-2014